# クレイグ・タロウ・ゴールド
クレイグ・タロー・ゴールド（Craig Taro Gold, 1969年11月 - ）は、アメリカ合衆国の作家、エンターテイナー、シンガーソングライター、起業家。タロー・ゴールドとしても知られる。『心を開けば、人生も開く(Open Your Mind, Open Your Life: A Little Book of Eastern Wisdom)』を含む数冊の著作がニューヨークタイムズ誌のベストセラー・ランキングのリスト入りを果たしている。また、共著者としてTina Turner、Regula Curtiと共に『Happiness Becomes You: A Guide to Changing Your Life for Good』をAtria booksより出版。
eVoiceやTeleoを始めとする複数のベンチャー企業の共同創設者。

## 教育
出身地であるカリフォルニア州デル・マーでは、モンテッソーリ教育私立アカデミー及びトーリー・パインズ高等学校に通った。また、AFS異文化交流プログラムの特待生として、オーストラリアのブリズベンでも教育を受ける。創価大学（東京）にて理学士号を取得、 経済学、心理学、哲学などを学び、1994年に同大学を首席で卒業。創価大学の卒業生としては初のアメリカ人となった。大学院生としては、スペインのサラマンカ大学で国際関係論やスペイン語などを、UCLAでコンピューター・グラフィックスとグラフィック・デザインを学んだ。

## エンタメのキャリア
独立系映画製作会社によるドキュメンタリー映画、『Out in the Line-Up』のエグゼクティブ・プロデューサーを務めた。この映画は世界中のサーフ・カルチャーにおけるLGBTの受容性とその進歩を探りながら旅を続ける2人の若者の友情を描いている。同映画はオーシドニーで開かれたマルディグラ映画祭で2014年2月20日にプレミア上映され、ベスト・ドキュメンタリー・オーディエンスアワードを受賞。さらに、ニューポートビーチ映画祭（2014年）やサンディエゴ・サーフフィルムフェスティバル（2014年）などの映画祭でベストフィルム賞を受賞、同年のロンドン映画祭ではベストドキュメンタリー賞を受賞した。
ゴールドの芸歴は、幼少時代に出演したブロードウェイのミュージカルから始まる。1980年から1982年の間に上演された、ハロルド・プリンス演出のブロードウェイミュージカル『エビータ』の初回全国ツアーに出演。この演目で700回以上のステージをこなした後、12歳の時に『エビータ』のキャストを降りた。1982年には、ロサンゼルス製作版のブロードウェイミュージカル『March of the Falsettos』で、ジェームス・ラピン(en:James Lapine)監督によりキャスティングされ、主演のジェイソンの代役を務めた。1983年にはシアタースクール、グラウンドリングス(en:The Groundlings)のティーン劇団のオリジナルメンバーに抜擢され、ロサンゼルスにあるこの名門シアタースクールで即興を学びながらステージに立った。
1984年には、ハリウッドのパンテージシアターでワールドプレミア上演されたミュージカル『ピーターパン』の主演、ジョン役にキャスティングされた。1980年代半ばから1990年代半ばにかけては、ディズニー・チャンネルの吹き替え役を始め、 Duncan Hinesのコマーシャル出演、NBC スペシャル番組でのクリント・イーストウッドとの共演、PUMAスポーツウェアやヴェルサーチ男性用アンダーウェアの広告モデルなどで活躍した。
日本では、全14曲入りのソロアルバム『The Diamond You』をプロデュースした。このアルバムは2008年に Virgin Music Japanによりアジア圏でリリースされ、2009年からはiTunes、Spotify、Tidal等のストリーミング・プラットフォームを通じて世界各国に配信されている。アルバム収録曲の多くはゴールド自身による作曲だが、中にはダイアン・ウォーレン、ドラコ・ロサ、K.C. Porter、飛鳥 涼、アレックス・シンテックなどとの共作も含まれている。同アルバムでは、サックス奏者デイヴ・コーズとドラム奏者ヴィニー・カリウタをフィーチャーしており、ゴールドとダレン・ラーンに加え、グラミー賞を受賞したゴウ・ホトダがインターナショナルチームとしてプロデュースを手がけた。東京のソニー・ミュージックスタジオとアリゾナ州フェニックスのChase Lounge、ラスベガスの Studio at the Palmsでレコーディングが行われ、テッド・ジェンセンがニューヨークでマスタリングを行った。さらに2010年、『The Diamond You』のリミックス全13曲を全世界に向けて iTunesでリリース。このリミックスにはジョン・レノンの名曲「Imagine」のカバーも含まれている。同アルバムの収録曲の中から数曲がVibesなどのソニーの PlayStation用ゲームソフトに使用された。

2007年8月 東京公演にて(左端)

## 作家活動
作家としてen:Andrews McMeel Publishingより出版した著作の多くがニューヨークタイムズ誌のベストセラー・ランキング入りを果たしている。また、2012年9月より、ハフポストに定期的に寄稿。著作はこれまでに200万部を売上げ、7ヶ国語に翻訳された。処女作の『心を開けば,人生も開く (Open Your Mind, Open Your Life)』は2001年に出版され、長期間にわたりベストセラーとなり、英語、フランス語、ポルトガル語、ヘブライ語、日本語、韓国語に翻訳されている。マハトマ・ガンディーの孫であり Gandhi Instituteの理事を務めるアルン・ガンディーはこの本を強く支持しており、「読者の品性を高め、啓発する本だ」と述べている。ゴールド自身とデザイナーのローラ・ショウが手がけた本の装丁には紫色のあやめの花がモチーフとして使われており、このモチーフはのちにゴールドの著作を象徴するものとして、Taro Goldブランドのロゴの作成に影響を与えた。
2004年に出版された著作、『侘び寂びを生きる (Living Wabi Sabi: The True Beauty of Your Life)』はタイム誌により読者に推薦され、同誌のホリデー・ギフト・ガイドで紹介された他、東洋美学に関する記事の中でも紹介された。2018年、Tina Turnerはニューヨークタイムズ誌のインタビューでこの本を最も影響を受けた作品であるとコメントした。
2011年、イギリスのBBC Fourチャンネルの「Hidden Japan」という番組 の一貫として、イギリス人ジャーナリストのマーセル・セローが「In Search of Wabi Sabi」を制作した。この番組はゴールドの著作、『侘び寂びを生きる 』の中で述べられている実験を実際に行う場面で幕を開ける。その実験とは、「東京の街中を歩く人々に、『侘び寂び』とは何かを問う」というものだった。セローの行った実験の結果、「人々はおそらく、礼儀正しく肩をすくめて『侘び寂び』が何か説明するのは難しいと答えるだろう。」とゴールドが著作の中で予測した通りの反応が返ってきた。
また、ゴールドの著作『What is Love? A Simple Guide to Romantic Happiness』は、ForeWord Reviews により2005年のブック・オブ・ザ・イヤー・アワードを受賞。2007年には『侘び寂びを生きる (Living Wabi Sabi: The True Beauty of Your Life)』がベンジャミン・フランクリン・リテラリー・アワードを受賞した。ゴールドの作品は、『Even June Cleaver Would Forget The Juice Box』や『Wisdom For The Soul』を含む様々な作家の著作により引用されている。ゴールドのすべての著作はen:Publishers Weeklyにより推薦や肯定的な論評を得ている。

1999年5月　カンヌ国際映画祭にて、母親と共にレッドカーペットを歩くゴールド氏

さらにThe Advocate、the World Tribune、en:Tricycle: The Buddhist Review、Parabola Magazine、en:Beliefnetなどの雑誌や新聞にもエッセイを寄稿している他、定期的に文章を寄稿していた Living Buddhismという刊行物の共同編集者を3年間務めた。

### 著作目録
- 2020年 Happiness Becomes You (with co-authors Tina Turner & Regula Curti), Atria Books

- 2012年 心を開けば、人生も開く (Open Your Mind, Open Your Life）日本語版
- 2010年 侘び寂びを生きる (Living Wabi Sabi)日本語版
- 2009年לפתוח את הראש, חיים פתוחים (Open Your Mind, Open Your Life) ヘブライ語、Focus Publishing
- 2008年 愛とは？  (What Is Love?) 日本語版
- 2008年 Ouvrez Votre Esprit à la Vie (Open Your Mind, Open Your Life)フランス語版、ADA Éditions
- 2007年 Qué es el Amor？  (What Is Love？) スペイン語版、Grupoパノラマ
- 2006年 The Tao of Dad、 アンドリュース・マクミール出版
- 2005年 The Tao of Mom、 アンドリュース・マクミール出版
- 2004年 Living Wabi Sabi、 アンドリュース・マクミール出版
- 2004年 Abra Sua Mente、Abra Sua Vida (Open Your Mind, Open Your Life) ポルトガル語版、Editora Sextante
- 2004年 Open Your Mind, Open Your Life (Box Kit)、 アンドリュース・マクミール出版
- 2003年 What Is Love？ アンドリュース・マクミール出版
- 2002年 오픈 유어 마인드 、오픈 유어 라이프 (Open Your Mind, Open Your Life) 韓国語版、Jisangsa
- 2002年 Open Your Mind, Open Your Life (Second Edition) アンドリュース・マクミール出版
- 2001年 Open Your Mind, Open Your Life アンドリュース・マクミール出版

## 起業家活動
2000年に電子通信会社の eVoiceを共同創設して起業家としてのキャリアをスタートさせた。以来、様々なベンチャー企業との関係を結んできた。 eVoiceは世界初のインターネット回線を利用したボイスメール・システムを開発し、Eメールと留守番電話の統合、ビジュアルボイスメール、 自動番号通知技術などのイノベーションを世に送り出した。これらのボイスオーバーIP技術は、のちにGoogle VoiceやAppleなどによって展開される「アプリ」の原型である。この時期にゴールドが開発に貢献した技術のひとつが、Vodexという音声認識テクノロジーである。2001年にeVoice はAOLに吸収され、AOLのボイスサービスグループと合併。その後、j2 Globalによって会社は買収された。
2001年にeVoiceがAOLにより買収されると、ゴールドは AT&T、MCI Inc. 、 Qwestなどにホワイトラベル・ VoIP コミュニケーションサービスを提供するインターネットのスタートアップ企業、Call Forwarding Services (CFS)の創業者としてCEOに就任。CFSは2002年に Qwestにより買収された。
2005年、ゴールドは別のコミュニケーションスタートアップ企業 Teleoを共同創設。この企業の開発した VoIPシステムにより、デスクトップ及びノートパソコンのユーザー向けのインターネット通話が可能になった。 Teleoは Microsoftに吸収され、2006年に Microsoftの MSNグループの一部となった。
シリコンバレーのエンジェル投資家の1人として、CallCast （2003年にLiveOpsが買収）やIronPort （2007年に8.3億USドルでCiscoが買収）などの優秀なスタートアップ企業の資金調達をサポートした。
2008年にWebDietを創設、同社CEOに就任し、健康維持・フィットネス関連アプリ開発市場に進出。携帯電話を使って食事の量を計算する画期的な特許技術を開発。WebDietアプリはカロリー計算と食事制限コーチングを自動化した初めてのアプリとして知られている。ダイエット関連商品の販売会社en:NutrisystemはWebDietのこの技術を盗用した疑惑が持たれている。
2014年には、Vusayを共同創設。このソーシャルメディア・プラットフォームは、ユーザーが動画内の特定の時間でコメントの投稿ができるようにしたり、Twitter やFacebook でのシームレスなシェアを実現した。これにより、YouTube その他のオンライン動画はよりインタラクティブ且つ拡散性のあるものへと変貌した。
また、ゴールドはサイバーセキュリティソリューションや人工知能アプリの開発を手掛ける Averonの諮問委員会のメンバーでもある。2018年、AveronはTelefónicaと国際技術提携を結ぶことを発表した。

## ジュエリーコレクション
2010年、ゴールドは自身の著作本やCDのカバーデザインに使われたTaro Goldロゴデザインを基にしたユニセックスのジュエリーコレクションを立ち上げた。デザインのアイディアについてゴールドはこう語っている。「人は皆、叡智と喜びのダイヤモンドを心に秘めている。辛い経験や挑戦を乗り越える度に、人生という土壌から強さと美しさが花開いていくのだ。蓮の花は、その根が沈む泥が深く厚いほどにその美しさを増す。」ジュエリーコレクションの中で主に取り扱っているのはダイヤモンドの指輪とゴールド、プラチナ、またはスターリングシルバーのペンダント。日本国内では東京と大阪、アメリカ合衆国ではサンフランシスコの専門店で取り扱いがある。

## 慈善活動
アジア、南米の恵まれない子供達への個人スポンサーシップを含む様々な慈善活動に取り組む。1998年に友人である James Lecesneが創設した非営利団体「トレバープロジェクト（en:The Trevor Project）」の長年にわたる支持者であり、Taro Gold CafePress "Diamond You"ショップの利益を団体に寄付している。2005年には、アメリカ創価大学のLGBTの生徒及びその保護者のために、冠名奨学金「The Rainbow Family Fund」を寄付した。
また、サンダンス・インスティテュートやサンダンス映画祭（2006年 - ）やサンダンス・ロンドン（2013年 - ）のPatron Circleメンバーでもある。

## 私生活

2012年　ラスベガスにてSheila E.とゴールド氏

デジタルライフデザイン（DLD）Munich、DLD Tel Aviv、バーニングマン、en:Black Rock Arts Foundation、世界経済フォーラムなどを含むコミュニティへ積極的に参加し、スピーチを行っている。ハービー・ハンコックとウェイン・ショーターが共同で運営するInternational Committee of Artists for Peace (ICAP)の諮問委員会メンバーでもある。
2007年9月8日、カリフォルニア州モンテシートにあるオプラ・ウィンフリーの自宅で、上院議員（当時）であったバラク・オバマと対面。翌日、ゴールドはオバマ氏を米国大統領次期候補者として推薦することを公式に発表した。2012年には、ファンドレイジング、ソーシャルメディアでの活動、そしてハフィントンポストへの論評の寄稿などを通じてオバマを支持することを再び明言した。ゴールドの母方の曽祖父はロナルド・レーガンの友人であり、カリフォルニア州で共和党の市長として４期を務めた人物である。共和党員として長い歴史を持つ自身の家族が1990年代初頭に民主党へ転向したことについての記事も書いている。
ヴィーガンと呼ばれる完全菜食主義者。ヨガを取り入れた生活をおくり、アニマル・ライツ（動物の権利）の擁護者でもある。幼少期と高校・大学時代を北米（カリフォルニア州デル・マー）、アジア（東京）、オーストラリア（クイーンズランド州ブリスベン）とヨーロッパ（スペイン、サラマンカ）の四大陸で過ごした。
世界中に散らばる親戚はユダヤ教、プロテスタント、カトリック、仏教など、それぞれに様々な哲学的伝統を持っており、このことが「同様の物事にもあらゆる視点が存在するということを明確に理解する手助けとなった」とゴールドは述べており、自身はユダヤ人仏教徒であるとしてジュブ(JUBU)を自称している。子供の頃、すでに自分がゲイであることを理解していた経験を持つことから、ハフポストの Gay Voices欄にゲイとして過ごした子供時代についての文章を寄稿。10代の頃より国際的な仏教団体である創価学会インタナショナルのメンバーとなり、日蓮仏教を信仰している。
2014年の Vogue Japanの特集では、新宿パークタワーの上階にある豪華なパークハイアット東京ホテルに、2006年から2008年の2年間居を構えた東京在住のセレブリティとして紹介された。